# Gave d’Aspe
Der Gave d’Aspe ist ein Fluss im Süd-Westen Frankreichs im Département Pyrénées-Atlantiques, in der Region Nouvelle-Aquitaine. Er entspringt am Pyrenäen-Kamm an der französisch-spanischen Grenze. Seine Quelle befindet sich am Pas d’Aspe in etwa 1800 Metern Höhe und liegt im Nationalpark Pyrenäen. Er entwässert nach Norden, fließt durch die historische Provinz Béarn und trifft nach rund 58 Kilometern in der Stadt Oloron-Sainte-Marie auf den Gave d’Ossau. Gemeinsam bilden sie hier den Gave d’Oloron.

## Orte am Fluss
- Urdos
- Borce
- Bedous
- Sarrance
- Lurbe-Saint-Christau
- Asasp-Arros
- Gurmençon
- Bidos
- Oloron-Sainte-Marie